# 241 î.Hr.

## Evenimente
- Cu distrugerea flotei cartagine în Bătălia de la insulele egiptene, se termină Primul război punic care a durat 23 de ani.